# Jinnah International Airport
Jinnah International Airport (Urdu: جناح بین الاقوامی ہوائی اڈا; Sindhi: جناح بين الاقوامي هوائي اڏي) (IATA: KHI, ICAO: OPKC) is een luchthaven gelegen in Karachi, de grootste stad en commerciële hoofdstad van Pakistan en hoofdstad van de provincie Sindh. De luchthaven is vernoemd naar Mohammed Ali Jinnah, de stichter van Pakistan.
De luchthaven wordt beheerd door de Civil Aviation Authority (CAA) en dient als hub voor de nationale luchtvaartmaatschappij, Pakistan International Airlines (PIA), Airblue en  andere particuliere luchtvaartmaatschappijen. De luchthaven is uitgerust met vliegtuigtechniek en revisiefaciliteiten, waaronder de Ispahani Hangar voor wide-body vliegtuigen.

## Geschiedenis
Imperial Airways was een van de eerste luchtvaartmaatschappijen die in maart 1929 naar Karachi vloog.
J.R.D Tata, de vader van de burgerluchtvaart in Brits-Indië, maakte op 15 oktober 1932 de eerste reis van Juhu Aerodrome in Bombay (nu Mumbai) naar Jinnah International Airport, Karachi, via Ahmedabad, met post in een Puss Moth vliegtuig.
Eind jaren twintig en begin jaren dertig was er een grote, zwartgekleurde luchtschiploods op de locatie van Jinnah International Airport, gebouwd voor de Britse HMA R101, destijds het grootste vliegtuig ooit gebouwd. Er zijn in de wereld slechts drie hangars gebouwd om de Britse passagiersvloot voor passagiersschepen stallen. De R101 arriveerde echter nooit in Karachi (toen onderdeel van de Britse Raj) toen hij neerstortte en na  8 uur explodeerde tijdens zijn eerste vlucht boven Beauvais, Frankrijk, waarbij op zes na alle 54 passagiers en bemanningsleden omkwamen. Deze hangar was zo groot dat vliegtuigen hem vaak gebruikten als visuele marker bij het proberen van VFR-landingen op Karachi. In de loop der jaren werd de hangar bekend als het herkenningspunt van Karachi, totdat hij in de jaren zestig in opdracht van toenmalig president Ayub Khan werd afgebroken.

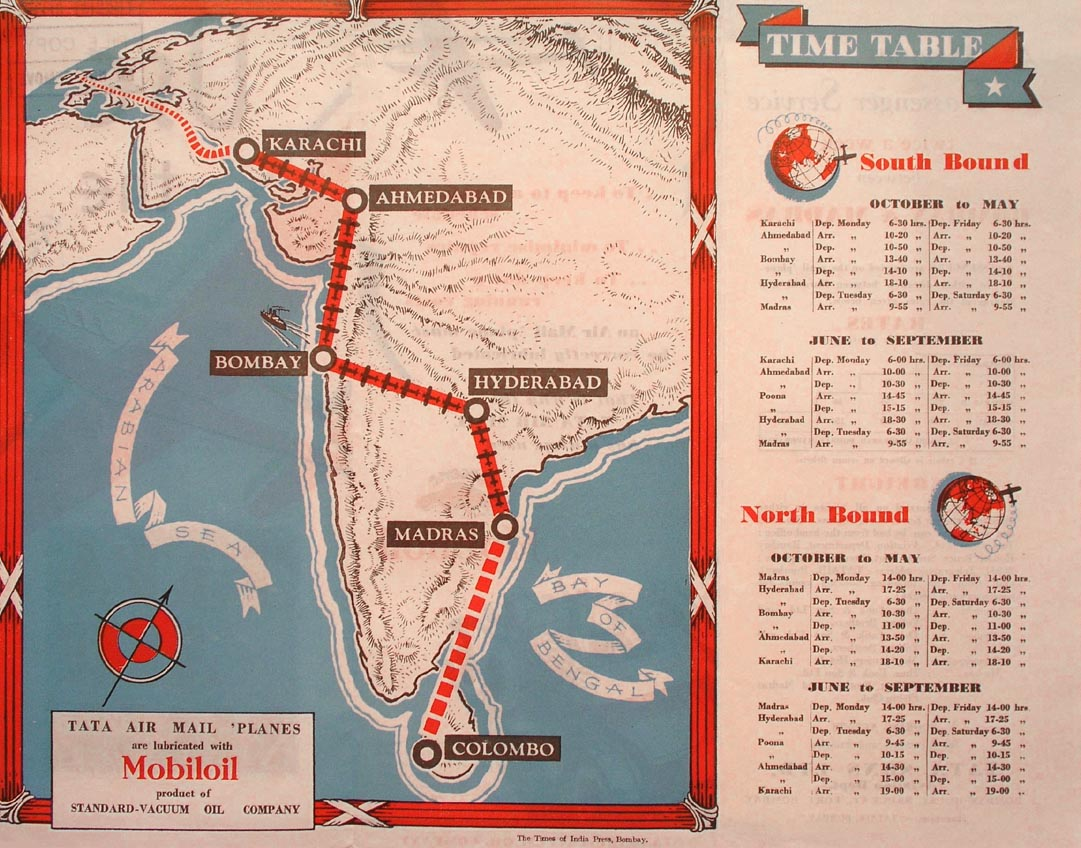
Tata Airlines is begonnen als luchtpostdienst van Karachi naar Mumbai.

Tijdens de Tweede Wereldoorlog was Jinnah International Airport een belangrijke overslagbasis voor eenheden en uitrusting van de United States Army Air Forces die werden gebruikt door de Tiende Luchtmacht in Oost-India, Birma en de Veertiende Luchtmacht in China. Verschillende operationele bommenwerpers en gevechtseenheden vlogen Karachi binnen voor korte organisatorische perioden voorafgaand aan hun inzet. Air Technical Service Command had uitgebreide faciliteiten waar vliegtuigen werden ontvangen, geassembleerd en getest voordat ze naar hun gevechtseenheden op voorwaartse vliegvelden werden gevlogen. Het fungeerde ook als een groot onderhouds- en bevoorradingsdepot voor beide luchtmachten. Daarnaast vloog het Air Transport Command tal van vracht- en passagiersvluchten naar het Midden-Oosten en naar punten binnen Brits India en China. De luchthavenfaciliteiten werden in de jaren tachtig verder uitgebreid tot respectievelijk Terminal 2 en Terminal 3. De huidige infrastructuur van het Jinnah International Complex is het resultaat van een uitbreidingsprogramma dat in 1994 is uitgevoerd. Tegenwoordig verwerkt de nieuwe Jinnah Terminal zowel binnenlandse als internationale vluchten, terwijl Terminal 2 zich nu toelegt op hadj-operaties. Terminal 1(de oorspronkelijke luchthaven) is nu het hoofdkantoor van de burgerluchtvaartautoriteit van Pakistan en terminal 3 is bestemd voor commerciële kantoren.  Jinnah was ooit een veel drukkere luchthaven. Tussen de jaren 60 en 80 was het een online station van verschillende luchtvaartmaatschappijen over de hele wereld, waaronder Qantas, Pan Am, Air India, BOAC, British Airways (nu actief via codeshare met Qatar Airways en rechtstreeks naar Islamabad), Interflug, TAROM, Alitalia (nu actief via codeshare met Etihad), JAT Serbian Airlines, Aeroflot, Lufthansa, Swissair, SAS, Air France, KLM (nu actief via codeshares met Etihad en Gulf Air), UTA, Philippine Airlines, Singapore Airlines, Garuda Indonesia, Japan Airlines, Libyan Arab Airlines, Nigeria Airways, EgyptAir, East African Airways, Kenya Airways (nu actief via codeshare met Etihad en Oman Air), Kuwait Airways (nu actief naar Lahore en Islamabad), Syrian Air, Royal Jordanian en MEA. Andere voormalige luchtvaartmaatschappijen waren Azerbaijan Airlines, Taban Airlines, Yemenia, Gulf Traveler, Kyrgyzstan Airlines, Tajik Air, Turkmenistan Airlines, Uzbekistan Airways (nu actief in Lahore), Air Kazakhstan, Ariana Afghan Airlines, Air Ceylon, Indian Airlines, Transportes Aéreos da Índia Portuguesa, Royal Nepal, Biman, GMG Airlines, United Airways, CAAC Airlines (nu bekend als Air China en dagelijks actief van / naar Karachi), Cathay Pacific (in vergevorderde gesprekken met CAA om de Karachi-service te hervatten), Malaysia Airlines, Braathens SAFE, Transporteert Aériens Intercontinentaux, Swiss International Air Lines, Eritrean Airlines, Ethiopian Airlines en ZAS Airlines. Door de opkomst van de luchthaven van Dubai op de wereldkaart, het toegenomen gebruik van vliegtuigen voor langere afstanden, de dure brandstofprijzen in Pakistan en het slechte politieke klimaat van Karachi in de jaren negentig, hebben verschillende luchtvaartmaatschappijen hun service naar de luchthaven stopgezet.

## Structuur
Jinnah International Airport heeft een capaciteit van 12 miljoen passagiers per jaar. In het fiscale jaar 2008-2009 maakten meer dan 5.725.052 passagiers gebruik van Jinnah International Airport. Er werden 50.095 vliegtuigbewegingen geregistreerd. Het is het belangrijkste knooppunt van Pakistan International Airlines (PIA). Alle andere Pakistaanse luchtvaartmaatschappijen gebruiken ook Jinnah International Airport als hun belangrijkste hub. Deze omvatten Airblue en SereneAir, evenals verschillende chartermaatschappijen. Het gebouw is via verbindingsgangen verbonden met twee satellieten, elk met een voorziening van acht passagierslaadbruggen. De oostelijke satelliet is uitsluitend bestemd voor het afhandelen van internationale operaties. De westerse satelliet wordt gebruikt voor binnenlandse operaties, maar ook voor enkele internationale operaties. Dit wordt bereikt door een flexibele opstelling van poorten. De twee satellieten vullen de vertreklounges van het terminalgebouw aan en bieden ook winkelvoorzieningen, mobiele oplaadpunten en snackbalies. NESPAK (National Engineering Services Pakistan) en Airconsult (Frankfurt, Duitsland) waren verantwoordelijk voor de architectuur en planning van de terminal. Sogea Construction, een Frans bedrijf, was de aannemer. Mukhtar Husain en Abdul Malik (NESPAK) waren de hoofdingenieurs van de nieuwe terminal. In Karachi kan de CIP Lounge worden gebruikt door alle first- en businessclass-passagiers op alle uitgaande vluchten. Barclays, UBL en airblue hebben ook hun speciale lounges in de internationale terminal van de luchthaven geïntroduceerd. Er zijn een aantal bankkiosken en geldautomaten die passagiers op de luchthaven kunnen gebruiken. Op de luchthaven bevindt zich ook het grootste deel van het onderhoudsnetwerk van PIA, hoewel een deel van het onderhoudswerk ook plaatsvindt op de internationale luchthaven Benazir Bhutto, Rawalpindi. Er zijn verschillende hangars op de luchthaven; de grootste is de Ispahani Hangar (genoemd naar Mirza Ahmad Ispahani, de eerste voorzitter van PIA) die plaats biedt aan twee Boeing 747's en één vliegtuig met smalle romp (bijv. Boeing 737) tegelijk. Op 15 februari 2006 vond de eerste grote revisie van een Boeing 777-200ER (bekend als "C" -controle) plaats in de Ispahani Hangar. De meeste PIA-vliegtuigen worden gecontroleerd en gereguleerd in de vliegtuighangars in Karachi. Het PIA-onderhoud controleert ook andere luchtvaartuigen van de luchtvaartmaatschappij in Karachi, zoals Philippine Airlines, Turkish Airlines en Air Universal. Het hoofdkantoor van de Civil Aviation Authority of Pakistan bevindt zich in Terminal 1. Pakistan International Airlines heeft haar hoofdkantoor op het terrein van de luchthaven (PIA-gebouw), evenals het centrale mainframe (CRC-gebouw) waar ook het frequent flyer-programma Awards + is gevestigd, en waar ook SITA Bagtrak, de gedeelde internationale Air Transport Association wereldwijde computernetwerk voor het volgen van bagage. PIA Engineering HQ, Cargo Village en Flight Kitchen zijn hier ook gevestigd. Terminals 1 en Jinnah West hebben ook 24 uur per dag PIA-boekingskantoren en ticketautomaten.

### Ispahani Hangar
De Ispahani Hangar is PIA's hangar voor het onderhoud van vliegtuigen met brede romp op de internationale luchthaven van Jinnah. Het is genoemd ter ere van de heer Mirza Ahmad Ispahani. Mirza Ahmad Ispahani was de eerste en langstzittende voorzitter van Pakistan International Airlines vanaf de oprichting in 1954 tot 1962. De nieuwe jethangar voor wide-body en narrow-body vliegtuigen met een ondersteunende casco-revisiewinkel werd voltooid en in gebruik genomen in 1968. De meeste van de PIA-vliegtuigen worden gecontroleerd en geregeld in de vliegtuighangars in Karachi. Het onderhoud van de PIA controleert ook andere luchtvaartuigen van de luchtvaartmaatschappij in Karachi, zoals Philippine Airlines, Yemenia en Turkish Airlines.

### Terminals
Jinnah Airport heeft één hoofdterminal, verdeeld in twee hallen:
- De Jinnah East Satellite Concourse, gebruikt voor internationale vluchten.
- De Jinnah West Satellite Concourse, gebruikt voor binnenlandse vluchten.

### Startbanen
De luchthaven heeft twee startbanen van respectievelijk 3.200 m en 3.400 m lang. De startbanen, 25R / 07L en 25L / 07R hebben elk een breedte van respectievelijk 46 m  en 45 m. Geschikt voor maximaal Boeing 747, Airbus A350 XWB en Antonov An-225 Mriya-vliegtuigen. De banen hebben een capaciteit van 15 vluchten per uur en zijn geschikt voor gelijktijdig landen en opstijgen. Baan 25R en 25L zijn uitgerust met ILS CAT-I om landende vliegtuigen veilig te leiden onder zeer slechte weersomstandigheden en ook om vliegtuigen te laten landen bij slecht zicht, zoals mist. De taxibaan kan op elk moment 12 vliegtuigen afhandelen, terwijl de parkeerplaats 266.000 vierkante meter meet en plaats biedt aan 42 vliegtuigen, waarvan 12 via luchtbruggen die ze rechtstreeks met het terminalgebouw verbinden. Daarnaast zijn er afgelegen parkeerplaatsen voor 30 vliegtuigen.

## Grondtransport
Jinnah International Airport ligt in het dichtbevolkte gebied van Gulistan-e-Jauhar en is gemakkelijk bereikbaar via Airport Road vanuit elk deel van de stad. 
De luchthaven heeft een ruime parkeerplaats die plaats biedt aan meer dan 3000 Auto's. Bus en minibus en taxi's zijn ook beschikbaar naar de luchthaven. Er zijn ook een aantal traditionele auto-riksja's beschikbaar op de parkeerplaats en ingang van de luchthaven, die vrij populair zijn om korte afstanden binnen de stad af te leggen.
Het treinstation van Karachi Cantonment is het dichtstbijzijnde treinstation van de luchthaven om de treinverbindingen naar de andere delen van het land te krijgen. Er is ook een forensentreinstation, Jinnah Airport Station, dat 2 km ten zuidwesten van de belangrijkste Jinnah Terminal ligt, net ten zuiden van Star Gate.

## Terroristische aanval
Op 8 juni 2014 vielen 10 militanten gewapend met automatische wapens, een raketwerper, zelfmoordvesten en granaten de internationale luchthaven van Jinnah in Karachi, Pakistan aan. 36 mensen werden gedood, waaronder alle 10 aanvallers, en 18 anderen raakten gewond. Twee vliegtuigen van PIA (een Boeing 747 en een Airbus A310) en een Air Indus-vliegtuig zouden beschadigd zijn. De schade aan het Air Indus-vliegtuig was groot, waardoor het niet operationeel was, wat leidde tot het stoppen van de luchtvaartmaatschappij. Beide PIA-vliegtuigen werden vervolgens afgeschreven.